# Peperomia rossi
Peperomia rossi är en pepparväxtart som beskrevs av Alfred Barton Rendle och Baker f.. Peperomia rossi ingår i släktet peperomior, och familjen pepparväxter. Inga underarter finns listade i Catalogue of Life.